# Neutretto
Neutretto – historyczne określenie neutralnego elektrycznie mezonu (nie chodzi o mezon w dzisiejszym znaczeniu; mezonami nazywano wówczas cząstki o masie pośredniej między elektronem i protonem). Wyraz ten zaproponowali po raz pierwszy w 1938 Walter Heitler i Niel Arley dla „obojętnego odpowiednika ciężkiego elektronu” (mionu), który miał pojawiać się w kaskadach promieniowania kosmicznego.
Miało być częścią schematu obejmującego znane wówczas i hipotetyczne cząstki:
|           | dodatnie               | ujemne             | obojętne    |
| --------- | ---------------------- | ------------------ | ----------- |
| ciężkie   | proton                 | (ujemny proton)    | neutron     |
| pośrednie | dodatni barytron       | ujemny barytron    | (neutretto) |
| lekkie    | pozyton (antyelektron) | elektron (negaton) | (neutrino)  |

Od około 1960 neutretto było alternatywnym określeniem neutrina mionowego. Nazwa powstała w oparciu o dłużej znane neutrino elektronowe, gdyż zarówno -ino jak i -etto są włoskimi końcówkami zdrabniającymi.
W nowoczesnym modelu standardowym cząstek elementarnych nazwa neutretto nie jest już używana.